# Ugglums socken
Ugglums socken i Västergötland ingick i Gudhems härad, ingår sedan 1974 i Falköpings kommun och motsvarar från 2016 Ugglums distrikt.
Socknens areal är 12,45 kvadratkilometer varav 12,43 land. År 2000 fanns här 166 invånare. Kyrkbyn Ugglum med sockenkyrkan Ugglums kyrka ligger i socknen.

## Administrativ historik
Socknen har medeltida ursprung. 
Vid kommunreformen 1862 övergick socknens ansvar för de kyrkliga frågorna till Ugglums församling och för de borgerliga frågorna bildades Ugglums landskommun. Landskommunen uppgick 1952 i Gudhems landskommun som 1974 uppgick i Falköpings kommun. Församlingen uppgick 2006 i Gudhems församling.
Den 1 januari 2016 inrättades distriktet Ugglum, med samma omfattning som församlingen hade 1999/2000.  Socknen har tillhört län, fögderier, tingslag och domsagor enligt vad som beskrivs i artikeln Gudhems härad. De indelta soldaterna tillhörde Skaraborgs regemente Livkompaniet och Västgöta regemente, Gudhems kompani.

## Geografi
Ugglums socken ligger nordväst om Falköping norr om Mösseberg. Socknen är odlad slättbygd på Falbygden.

## Fornlämningar
Från bronsåldern finns gravrösen och stensättningar. Från järnåldern finns fem gravfält. Fossil åkermark har påträffats på Förentorpa ängar.

## Namnet
Namnet skrevs 1320 Uglem och kommer från kyrkbyn. Efterleden är hem, 'boplats; gård'. Förleden innehåller uggla.

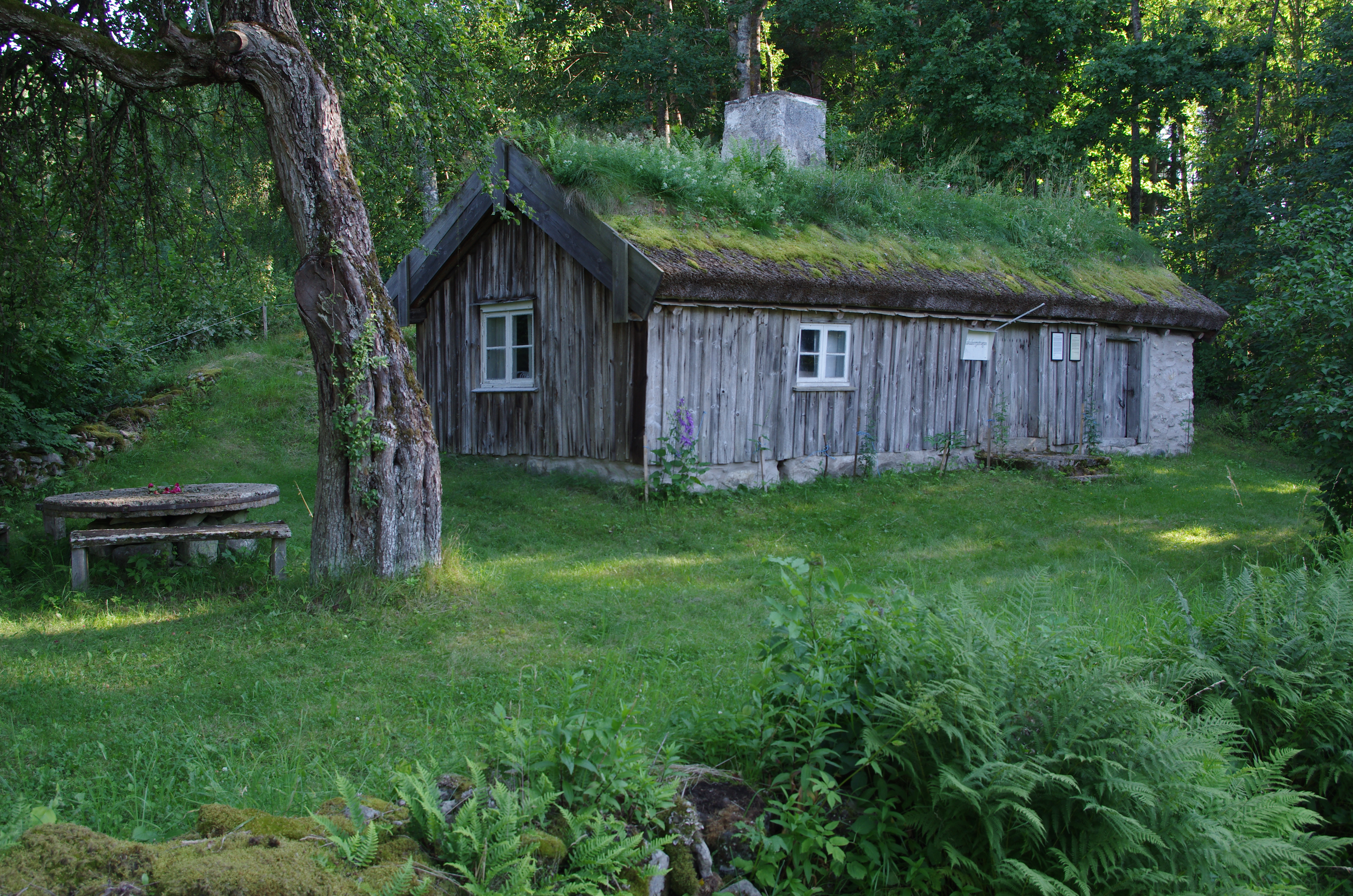
Falkebergsstugan i Uppsala.
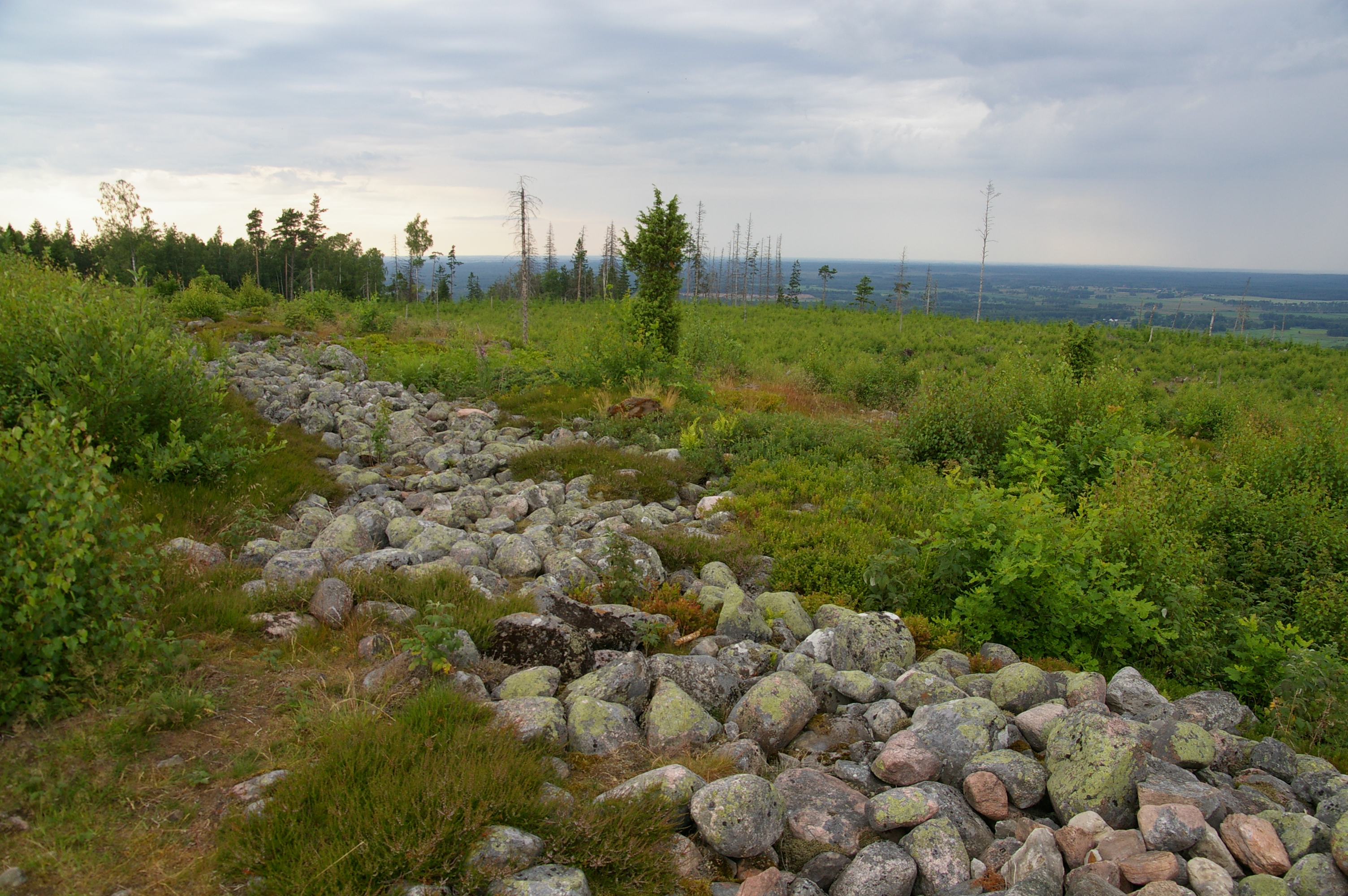
Fornborgen Träleborg ligger numera i Vilske-Kleva socken söder om denna
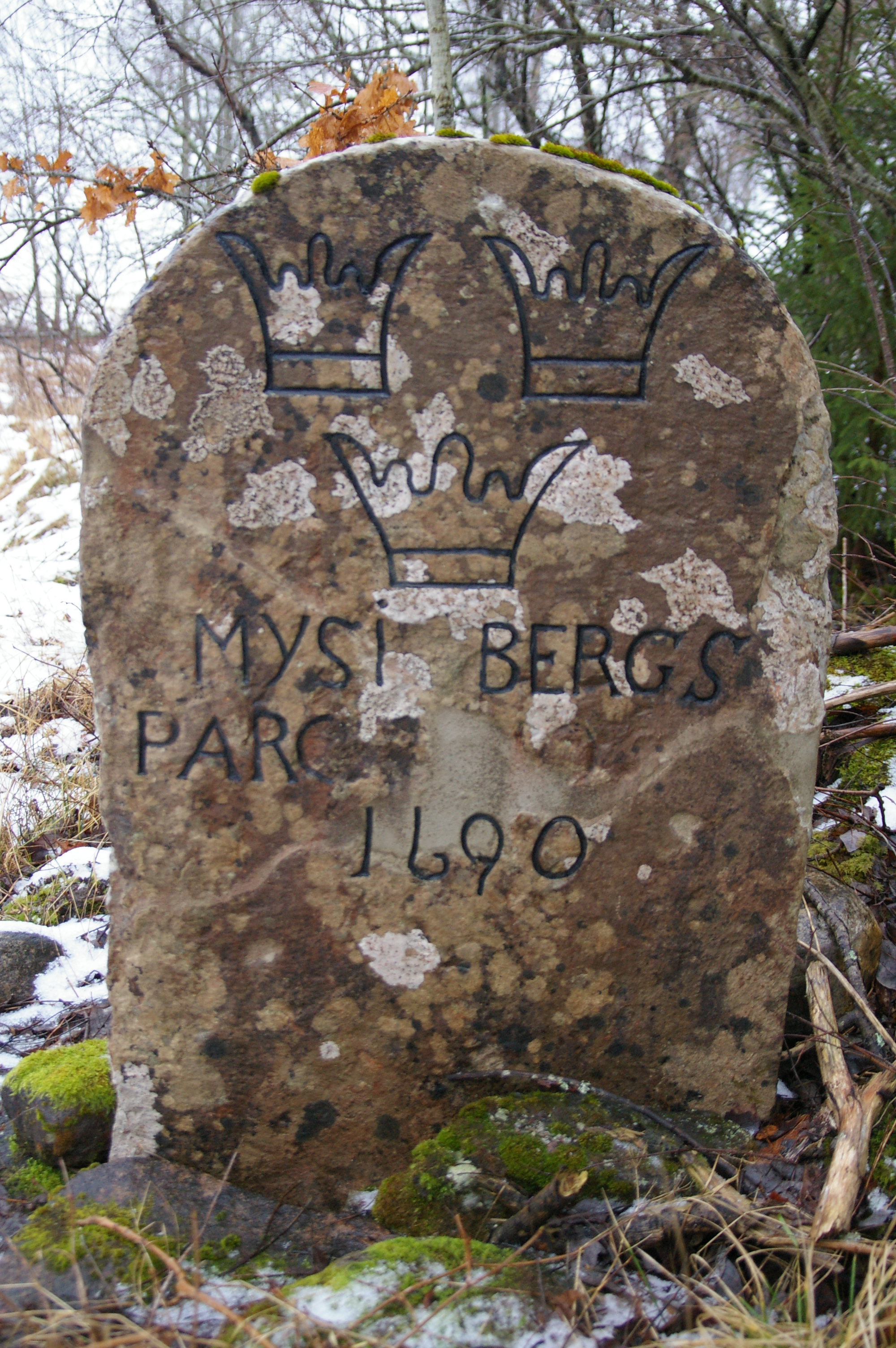
Kronohall på Mössebergs nordsluttning med inskriptionen Mysi bergs parc 1690.